# Мингунский колокол
Мингунский колокол — (бирм. မင်းကွန်းခေါင်းလောင်းတော်ကြီး) — бронзовый колокол, установленный в городе Мингун близ Мандалая, Мьянма. Второй по величине действующий колокол мира; а до 1 января 2000 года, когда впервые зазвонил Колокол Счастья в Пиндиншане, Китай, — самый большой.

## История колокола
Мингунский колокол был отлит в 1808—1810 годах по повелению бирманского короля Бодопайи для гигантской ступы Патходауджи, которую Бодопайя планировал построить как самый большой буддистский храм в мире. Колокол изготовили местные мастера-литейщики на острове посреди реки Иравади. Он был отлит в сплаве из пяти металлов по древнему Бирманскому способу: в медь добавили  золото, серебро, железо и свинец. Король Бодопайя лично контролировал процесс отливки колокола. К месту установки его доставляли на двух баржах; для того, чтобы баржи могли подойти к месту строительства, были прорыты два канала. Во время сезона дождей в каналах поднялась вода и колокол подвесили на нескольких брёвнах, связанных вместе и установленных на двух каменных столбах. Когда вода ушла, баржи увели, а каналы были засыпаны.

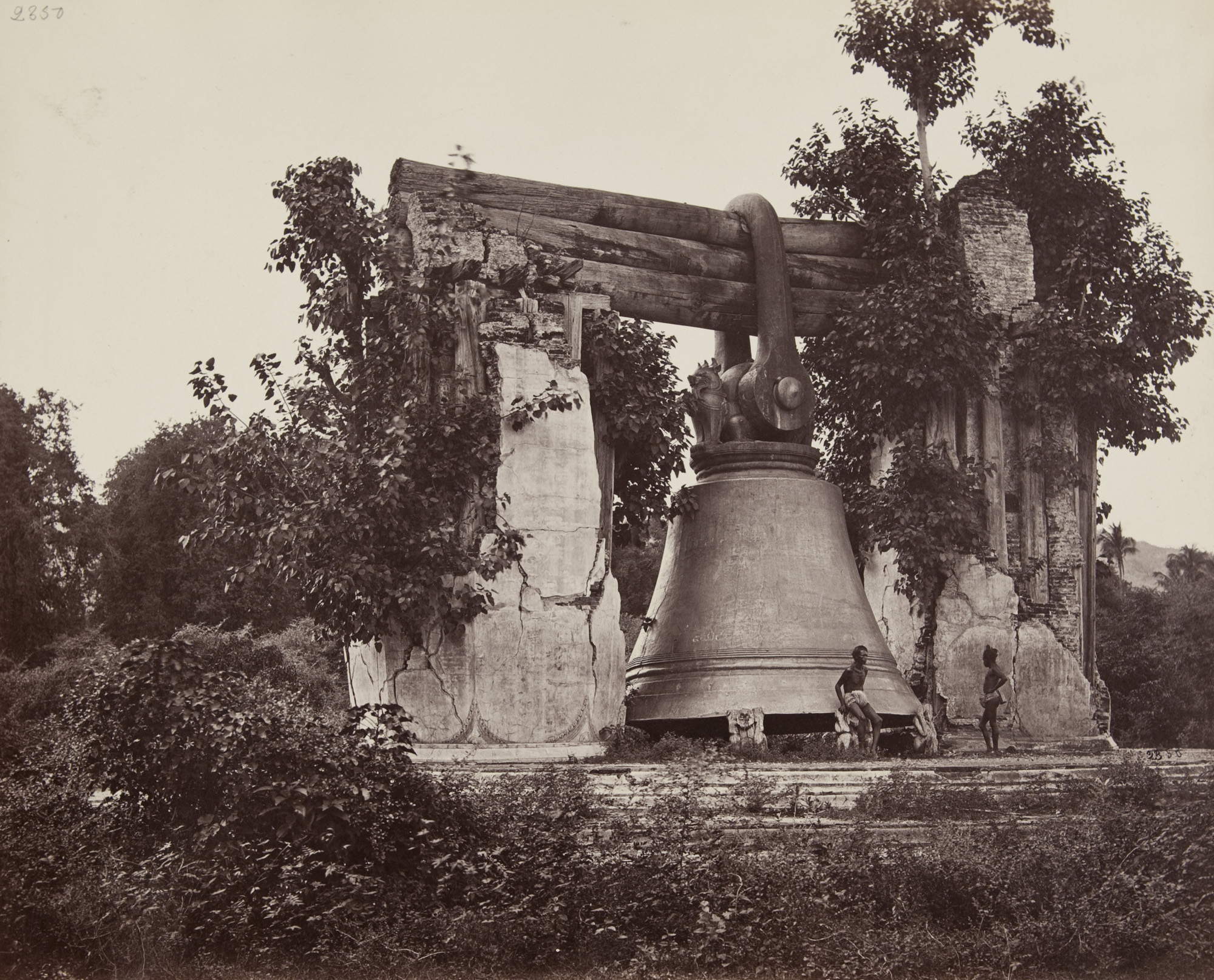
Мингунский колокол в 1873 году

Землетрясением 23 марта 1839 года столбы, на которых висел колокол, были разрушены. Колокол упал на землю, но уцелел. Европа узнала о мингунском колоколе благодаря знаменитому британскому фотографу Феликсу Беато, путешествовавшему по Бирме в 1880-х годах. Лишь в 1896 году колокол был поднят и повешен на стальную балку, покоящуюся на железобетонных столбах. Позже над колоколом возвели деревянный павильон с резной крышей, стилизованный под традиционный небольшой деревенский храм.

## Описание колокола
Нижний диаметр мингунского колокола чуть менее 5 метров, высота около 3,5 метров, а вместе с петлёй для подвески — почти 7 метров. Толщина стенок колокола — от 15 до 30 сантиметров. Масса колокола составляет более 90 тонн или, в традиционных бирманских единицах, 55.555 виссов. Это число, состоящее из пяти пятёрок, имеет важный нумерологический смысл. Пять символов, похожих на пятёрки, нанесены на поверхность колокола (их можно видеть на фото). Петля для подвески украшена фигурами двух мифических львов (чинте).
Несмотря на падение во время землетрясения, мингунский колокол в хорошем состоянии и не имеет трещин. Звон колокола глубокий, чистый, мелодичный и весьма длительный. Мингунский колокол не имеет языка, звук извлекается с помощью тиковой колотушки. Любой желающий может ударить в колокол, это считается проявлением дружелюбия и уважения к традициям. Туристы могут, пригнувшись, забраться под колокол. Из-за этого вся его внутренняя поверхность испещрена граффити.